# 邦邦 (海地)
邦邦（法語：Bonbon，發音：[bɔ̃bɔ̃] ⓘ）是海地格朗当斯省熱雷米區的市镇，总面积31.88平方千米，2015年人口8610。